# Un amour de Swann (film)

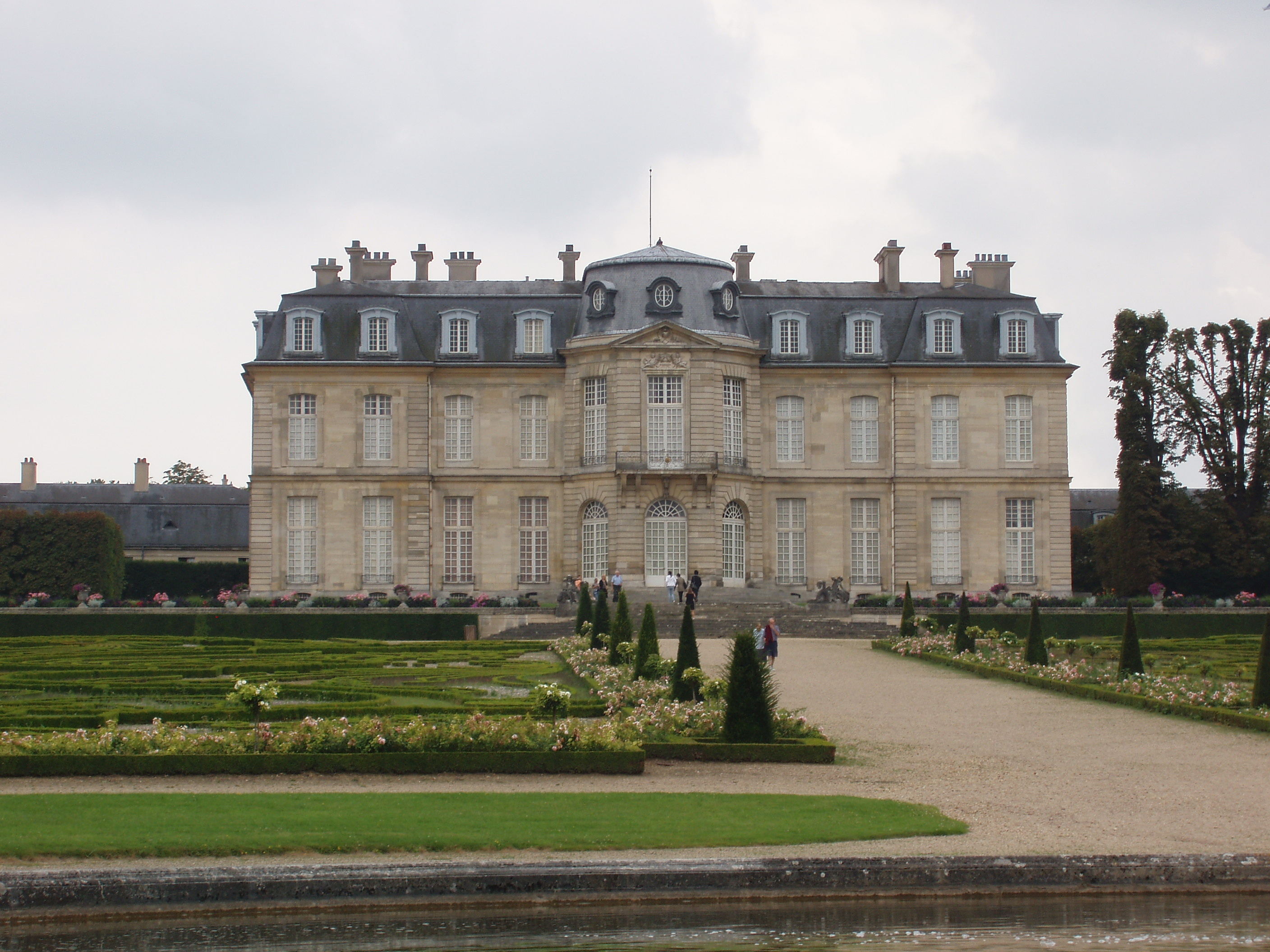
Chateau Champs-sur-Marne, een van de filmlocaties

Un amour de Swann is een Frans-Duitse dramafilm uit 1984 onder regie van Volker Schlöndorff. Het scenario is gebaseerd op de roman À la recherche du temps perdu uit 1913 van de Franse auteur Marcel Proust. 

## Verhaal
Charles Swann is ondanks het antisemitisme als Joodse intellectueel doorgedrongen tot de Parijse beau monde. Hij heeft een affaire met Odette, een meisje uit de onderklasse. Zijn huwelijk met haar leidt tot sociale zelfmoord.

## Rolverdeling
| Acteur                   | Personage              |
| ------------------------ | ---------------------- |
| Jeremy Irons             | Charles Swann          |
| Ornella Muti             | Odette de Crécy        |
| Alain Delon              | Baron de Charlus       |
| Fanny Ardant             | Hertogin de Guermantes |
| Marie-Christine Barrault | Madame Verdurin        |
| Anne Bennent             | Chloé                  |
| Nathalie Juvet           | Madame Cottard         |
| Charlotte Kerr           | Bordeelhoudster        |
| Catherine Lachens        | Tante                  |
| Philippine Pascal        | Madame Gallardon       |
| Charlotte de Turckheim   | Madame de Cambremer    |
| Nicolas Baby             | Jonge Jood             |
| Jean-François Balmer     | Dr. Cottard            |
| Jacques Boudet           | Hertog de Guermantes   |
| Jean-Pierre Coffe        | Aimé                   |